# Смоленский собор (Козьмодемьянск)
Собор Смоленской иконы Божией Матери (Смоленский собор) — православный храм в городе Козьмодемьянске Республики Марий Эл. Относится к Йошкар-Олинской епархии Русской православной церкви. Памятник архитектуры.

## История
Собор заложен на месте прежней церкви XVIII века в память о спасении царя Александра II от каракозовского покушения. Строительство велось на средства губернского секретаря Михаила Ивановича Дьяконова, купцов Василия Ивановича Замятнина и Якова Алексеевича Морозова. Освящение состоялось в 1872 году. Главный престол посвящён Смоленской иконе Божией Матери, правый придел — Архистратигу Михаилу, левый придел — святому благоверному князю Александру Невскому.
К 1910 году к храму были приписаны две часовни: в память 300-летия Козьмодемьянска (1883) и в честь коронации Александра III (1881); действовала церковно-приходская школа.
В 1929 году закрыт советскими властями. Колокольня и пятиглавие были снесены, а здание передали под краеведческий и художественный музеи.
В 1998 году собор возвращён Русской православной церкви. 7 августа того же года в нём возобновились богослужения, а 24 сентября 1999 года храм освятили архиерейским чином. Отреставрирован в 2000-х годах. Реставрацию настенных росписей провели петербургские художники Ю. А. Гошпаренко и А. И. Клюшанов.

## Архитектура
Четырёхстолпный пятиглавый храм с отдельно стоящей колокольней. Построен из кирпича в русско-византийском стиле.